# Michail Nesterov

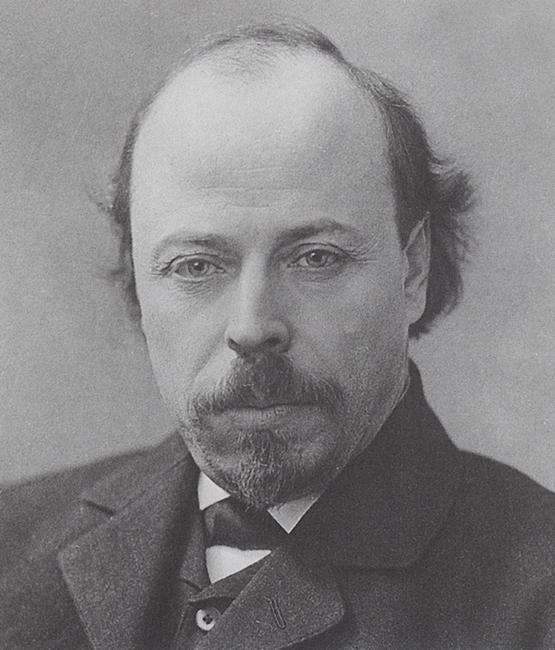
Michail Nestorov

Michail Vasiljevitsj Nesterov (Russisch: Михаил Васильевич Нестеров) (Oefa, 31 mei (19 mei O.S.) 1862 - Moskou, 18 oktober 1942) was een Russisch kunstschilder. 
Nesterov, die uit een koopmansfamilie stamde, trouwde twee keer. Zijn eerste vrouw overleed kort na de geboorte van zijn dochter. Nesterov studeerde van 1877 tot 1881 en van 1884 tot 1886 aan de Moskouse school voor schilderkunst, beeldhouwkunst en architectuur onder Vasili Perov, Aleksej Savrasov en Illarion Prjanisjnikov. Van 1881 tot 1884 studeerde hij aan de Keizerlijke Academie der Schone Kunsten onder Pavel Tsjistjakov. In 1889 sloot hij zich aan bij de Zwervers. Van 1890 tot 1910 leefde Nesterov in Kiev, daarna in Moskou, waar hij werkte aan het Martha en Mariaklooster
Nesterovs schilderij Visioen van de jonge Varfolomej uit 1890 wordt algemeen beschouwd als het startpunt van het Russisch symbolisme. Na de Russische Revolutie schilderde Nesterov veel portretten van de intelligentsia zoals Pavel Florenski en Sergej Boelgakov.

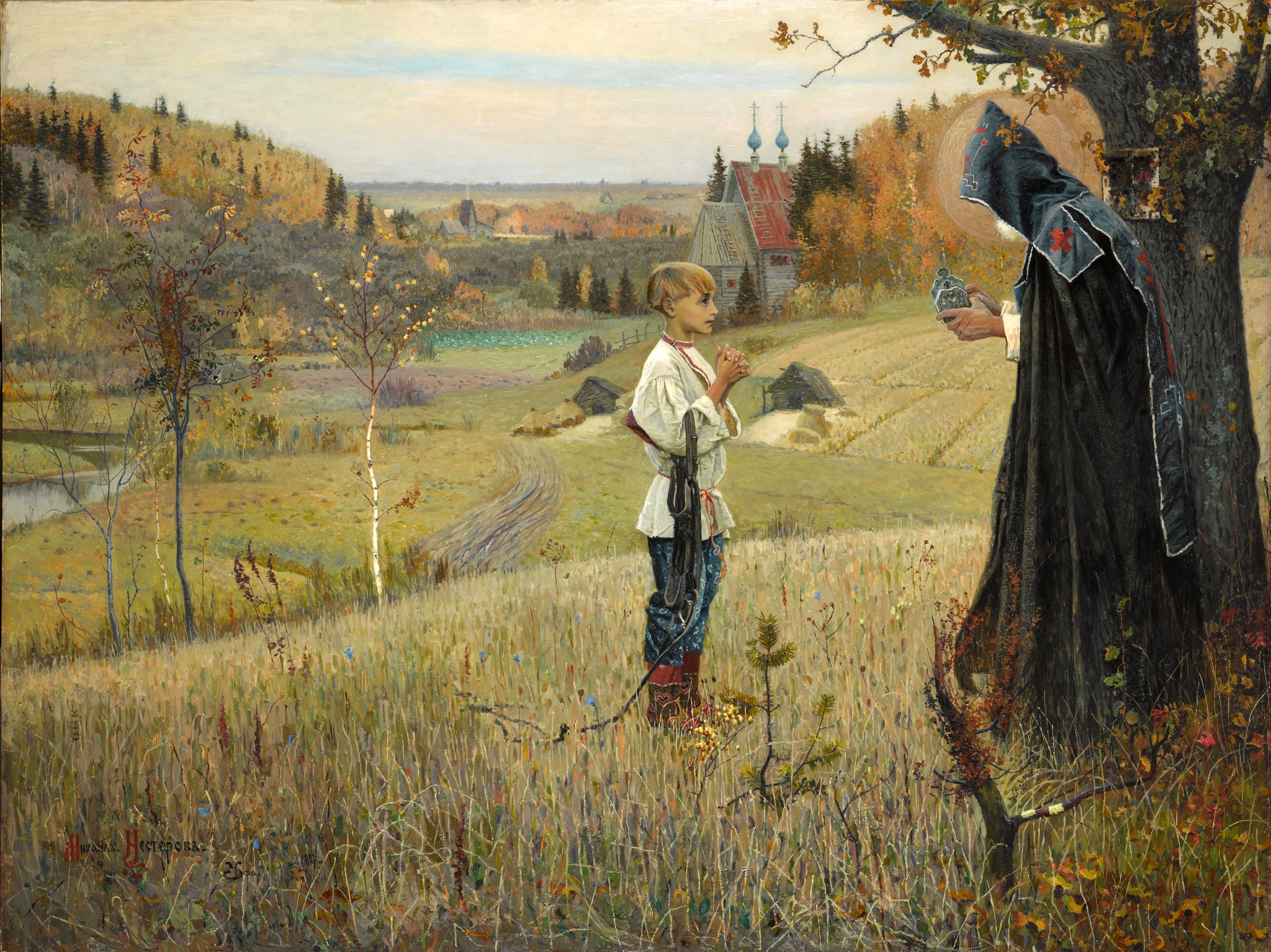
Visioen van de jonge Varfolomej (1890)
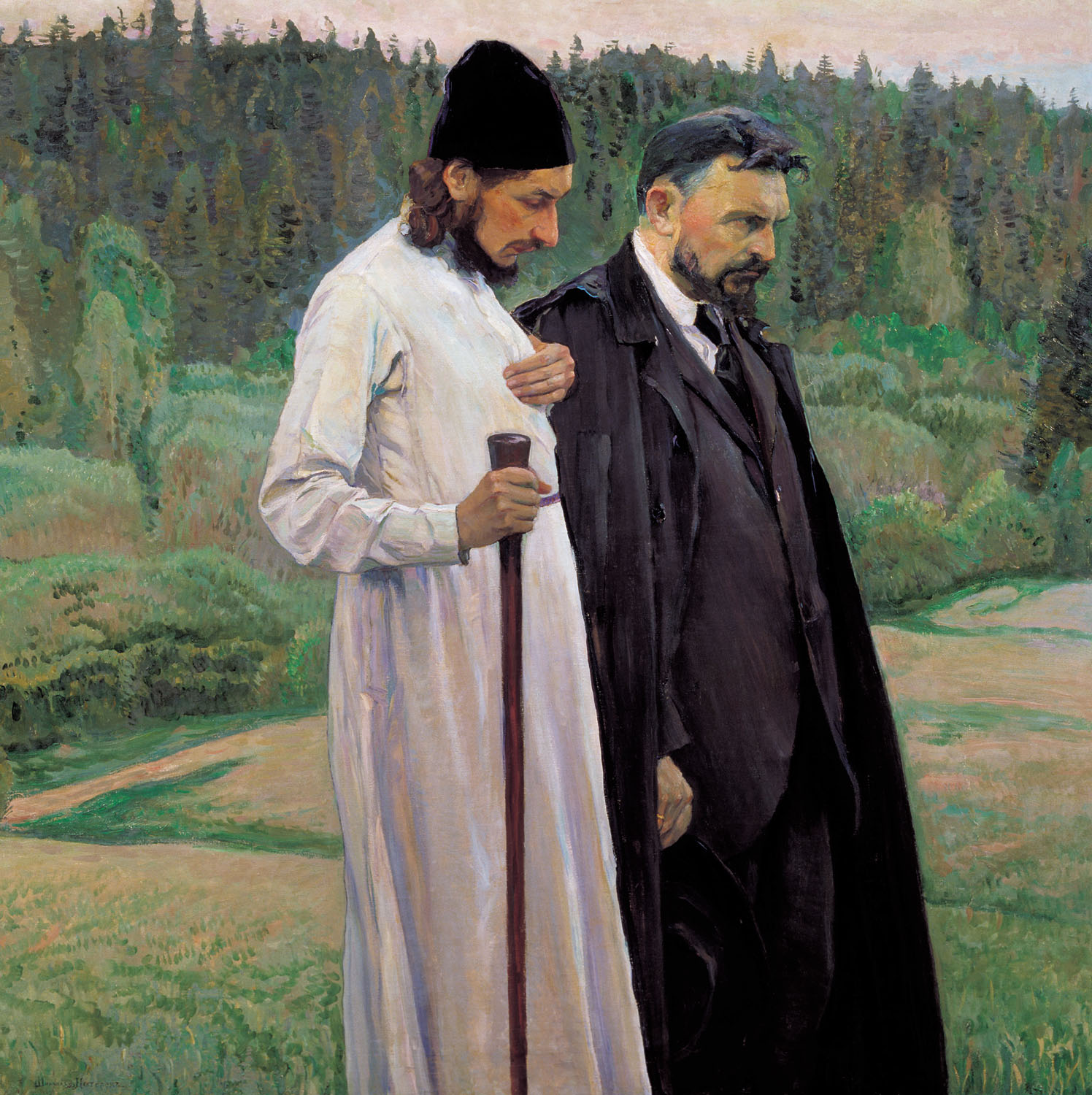
De filosofen Pavel Florenski en Sergej Boelgakov (1917)
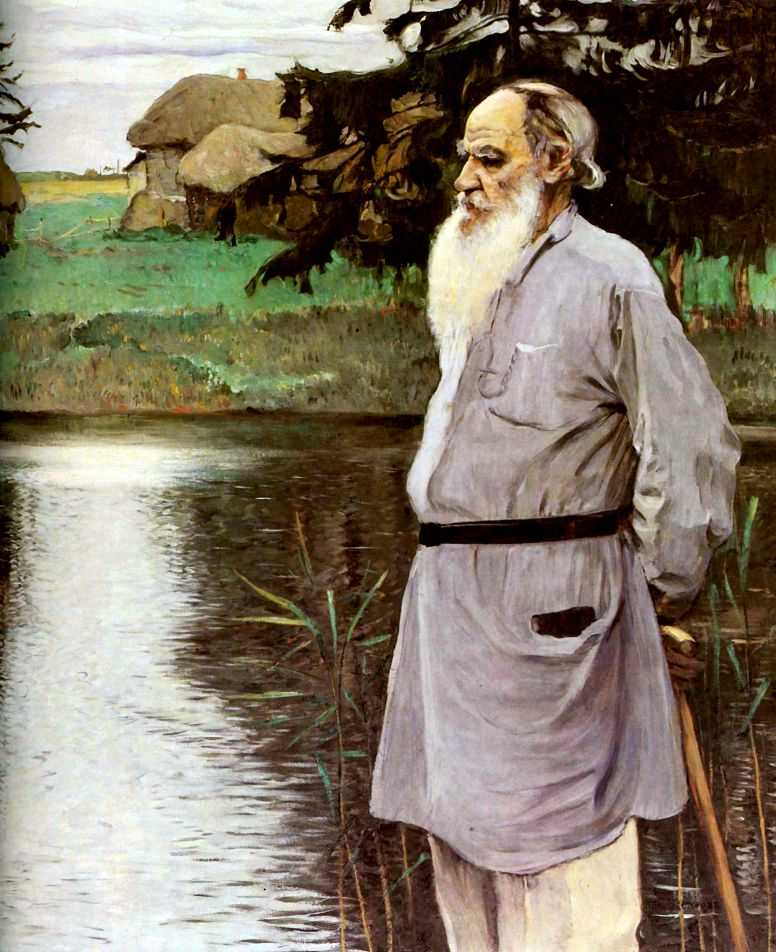
Lev Tolstoj
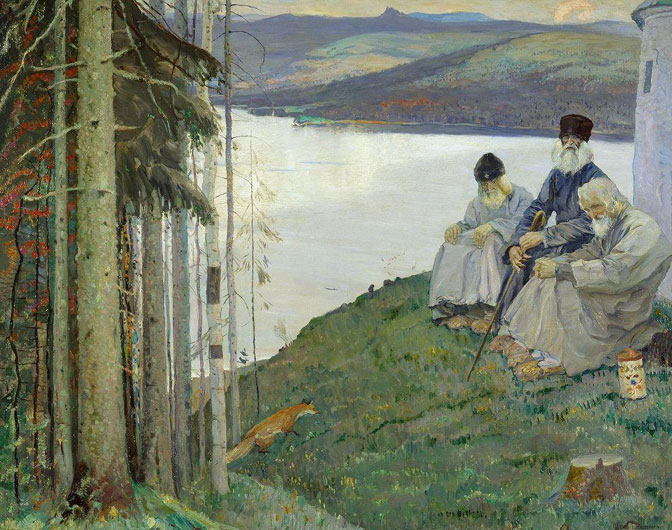
Oude mannen

- Biblioteca Nacional de España: XX852535
- Bibliothèque nationale de France: cb12184140r (data)
- Gemeinsame Normdatei: 119052156
- International Standard Name Identifier: 0000 0001 1029 6085
- Library of Congress Control Number: n83145723
- Nationale Bibliotheek van Letland: 000198861
- MusicBrainz: 18dca584-5550-4e53-a98a-cf4e45958be9
- Nationale Bibliotheek van Tsjechië: jx20070528021
- Nationale Bibliotheek van Israël: 987007265955305171
- Nationale Bibliotheek van Polen: a0000003188451
- Nederlandse Thesaurus van Auteursnamen: 070859655
- RKD-Nederlands Instituut voor Kunstgeschiedenis: 59171
- LIBRIS: 79718
- SNAC: w6ft9sc0
- Système universitaire de documentation: 030425166
- Union List of Artist Names: 500029343
- Virtual International Authority File: 74654662
- WorldCat: E39PBJkXphTcyDgFQHm83GHHmd